# Georges Desplas
Georges Desplas, né le 31 janvier 1856 à Bagnères-de-Bigorre (Hautes-Pyrénées) et mort le 29 janvier 1922 à Paris, est un avocat et homme politique français, ancien député et ministre.

## Biographie
Ami d'enfance de Laurent Tailhade, Georges Desplas est avocat, ouvrant son cabinet à Paris après s'être inscrit au barreau en 1886. Édouard Dubus entre à son service et lui lègue par testament tous ses biens.
Il défend notamment L’Intransigeant et, en 1894, les anarchistes Francis, Meunier et Mathieu, à la suite de l’explosion du restaurant Véry, ainsi que Louis Matha et Sébastien Faure lors du procès des Trente.
Il s'engage en politique à partir de 1898, date à laquelle il devient conseiller municipal du 5e arrondissement de Paris, puis président du conseil municipal de Paris (1904-1905), député radical-socialiste de ce même arrondissement en 1906 et ministre des travaux publics et des transports en 1917.

## Mandats
- Député de la Seine de 1906 à 1919.
- Ministre des Travaux publics et des Transports du 20 mars au 12 septembre 1917 dans le gouvernement Alexandre Ribot (5).

## Hommages et distinctions
Une rue de Paris porte son nom depuis 1932 : la rue Georges-Desplas dans le 5e arrondissement.